# Shaw (Mississippi)
Shaw è una città (city) degli Stati Uniti d'America, situata nella contea di Bolivar e, per una piccola parte del territorio, in quella di Sunflower, nello Stato del Mississippi.